# Charles Morgan
Charles Langbridge Morgan (22 de enero de 1894 - 6 de febrero de 1958) fue un dramaturgo y novelista de origen inglés y de ascendencia galesa.  Los temas principales de su trabajo fueron, como él mismo lo expresó, "Arte, amor y muerte", y la relación entre ellos.  Los temas de las novelas individuales van desde las paradojas de la libertad (The Voyage, The River Line), hasta el amor apasionado visto desde dentro (Portrait in a Mirror) y desde fuera (A Breeze of Morning), hasta el conflicto entre el bien y el mal (La historia del juez) y el límite encantado de la muerte (Sparkenbroke).  Era el marido de la novelista galesa Hilda Vaughan . 

## Trayectoria

### Orígenes y juventud
Sus abuelos maternos habían emigrado a Australia desde Pembrokeshire.  Sus abuelos paternos eran de Gloucestershire y Devon en Inglaterra.  Sus padres se casaron en Australia.  Su padre, Sir Charles Langbridge Morgan era un ingeniero civil ferroviario, y en un momento fue Presidente de la Institución de Ingenieros Civiles.  Morgan mismo nació en Bromley, Kent.  Fue educado en los Colegios Navales de Osborne y Dartmouth y se desempeñó como guardiamarina en la Flota de China hasta 1913, cuando regresó a Inglaterra para hacer los exámenes de admisión para Oxford.  Al estallar la guerra, se reincorporó a la marina, pero fue enviado con la División Naval de Churchill a la defensa de Amberes.  Fue hecho prisionero en los Países Bajos, lo que sirvió de escenario para su exitosa novela The Fountain . 
Algunos de sus primeros poemas fueron publicados en The Westminster Gazette .  "To America" (1917) se incluyó en A Treasury of World Poetry, editado por George Herbert Clarke.  Después de la Primera Guerra Mundial, se graduó en el Brasenose College, Oxford . 

### Relaciones familiares; periodismo y drama
Después de una relación fallida con Mary, hija de Alfred Mond, primer barón Melchett, se casó con la novelista galesa Hilda Vaughan en 1923.  Tuvieron dos hijos: Dame Shirley Paget, Marquesa de Anglesey, y Roger Morgan, quien se convirtió en Bibliotecario de la Cámara de los Lores.  Fue crítico de teatro de The Times desde la década de 1920 hasta 1938, y contribuyó semanalmente con artículos sobre el teatro de Londres a The New York Times.  Escribió una serie de artículos para The Times Literary Supplement con el nombre "Menander's Mirror" desde 1942, y muchos artículos para The Sunday Times . 
Su primera obra dramática, The Flashing Stream (1938), tuvo carreras exitosas en Londres y París, pero no fue bien recibida en Nueva York.  The River Line (1952) se escribió originalmente como una novela en 1949 y se refería a las actividades de los prisioneros de guerra británicos que escaparon de Francia durante la Segunda Guerra Mundial . 

### Honores y reputación
Fue galardonado con la Legión de Honor francesa en 1936, con una promoción en 1945, y fue elegido miembro del Instituto de Francia en 1949.  De 1953 a 1956 fue presidente de PEN Club International, la asociación mundial de escritores. 
Mientras Morgan gozaba de una reputación inmensa durante su vida, particularmente en Francia, y recibió el Premio James Tait Black Memorial de ficción de 1940, a veces se le criticaba por su excesiva seriedad y, durante un tiempo, fue descuidado; una vez afirmó que el "sentido del humor por el cual somos gobernados evita la emoción, la visión y la grandeza del espíritu como un gorgojo evita el sol".  Ha desterrado la tragedia de nuestro teatro, la elocuencia de nuestros debates, la gloria de nuestros años de paz, el esplendor de nuestras guerras..."  El personaje Gerard Challis en el Westwood de Stella Gibbons se cree que es una caricatura de él.  Su reputación póstuma fue inicialmente mayor en Francia que en Gran Bretaña, pero ha comenzado un nuevo reconocimiento en los últimos años con la nueva publicación de varias novelas (incluyendo The Voyage de Capuchin Classics con una introducción de Valentine Cunningham de Oxford en 2009), su poesía (editada por Peter Holland para Scarthin Books en 2008) y una edición de sus obras publicadas por Oberon Books en 2013.  Era un estilista consumado y comprometido, desde reseñas de periódicos hasta grandes novelas, un apasionado artesano de la prosa inglesa. 

### Conexión literaria
Morgan empleó a Esmé Valerie Fletcher como su secretaria privada cuando se mudó a Londres desde Leeds  en su determinación de ingresar a los círculos literarios de Londres y encontrar una manera de conocer a TS Eliot, su futuro esposo.  Ella reconoció su gratitud a Morgan por brindarle su primera oportunidad, y más tarde habló de su respeto por él como autora en discusiones privadas con su familia y amigos. 

## Obra

### Novelas
- El cuarto de armas (1919)
- Mi nombre es Legión (1925)
- Retrato en un espejo (1929)
- La Fuente (1932)
- Sparkenbroke (1936)
- El viaje (1940)
- La habitación vacía (1941)
- La historia del juez (1947)
- La línea del río (1949)
- Una brisa de la mañana (1951)
- Desafío a Venus (1957)

### Obras de teatro
- La corriente intermitente (1938)
- La línea del río (1952)
- El vidrio ardiente (1953)

### Ensayos
- Epitafio sobre George Moore (1935)
- La casa de Macmillan: (1843–1943) (1943)
- Reflexiones en un espejo (en dos volúmenes, 1944, 1946)
- Las libertades de la mente (1951)
- El escritor y su mundo (1960)
- Crítico dramático: críticas seleccionadas (1922–1939) , seleccionadas y editadas por Roger Morgan (Oberon Books 2013)[3]

### Poesía
- Oda a Francia (1942)
- Los poemas coleccionados de Charles Morgan (2008)

## Citas
- "Uno no puede cerrar los ojos a las cosas que no se ven con los ojos".
- "No hay sorpresa más mágica que la sorpresa de ser amado.  Es el dedo de Dios sobre el hombro del hombre ".
- "... hay momentos, sobre todo en las noches de primavera, en que los lagos que contienen nuestras lunas son absorbidos por la tierra y no queda nada más que el vino y el toque de una mano".  ( A Breeze of Morning , cap. 11, pág.   70)